# 新釧路駅
新釧路駅（しんくしろえき）は、北海道釧路市古川町（現・新釧路町）にあった、雄別鉄道雄別本線の駅である。同線の廃止とともに廃駅となった。

## 概要
当初は貨物駅として開業し、釧路川を利用する艀の石炭船積所と貯炭場を設けていたが、鉄道部事務所や機関庫、炭水所も置かれて、本線釧路駅側の拠点として機能していた。石炭は後に鳥取岐線を利用して雄別埠頭（北埠頭）へ運ばれるようになって、当駅の利用は少なくなったが、代わりに北側に新たに釧路市が設けた水面貯木場への木材の運搬や、関連会社の釧路製作所への物資運搬なども扱っていた。

## 歴史
- 1923年（大正12年）
  - 1月17日：北海炭礦鉄道 釧路 - 雄別炭山間開業に伴い開業[1]。貨物駅。
  - 時期不詳：機関庫（新釧路分庫）設置[注釈 1]
- 1950年（昭和25年）：尺別鉄道尺別炭山駅から転車台移設。
- 1956年（昭和31年）
  - 時期不詳：旅客取扱い[2]。
  - 時期不詳：釧路製作所専用線敷設。
- 1966年（昭和41年）10月：水面貯木場専用線敷設[注釈 2]。
- 1970年（昭和45年）4月16日：当路線廃止に伴い廃駅。

## 駅構造
旅客乗降設備については当初は単式ホーム1面であったが、後にコンクリート製の島式ホーム1面2線となった。跨線橋は有しておらず構内踏切で連絡した。
駅舎は西側にあり、廃止時点で駅裏側に設けられた1本の側線発着線を基線として、その線から順に仕訳線4本、炭水線と転車台、車庫線、一番外側に水面貯木場への木材線が分岐していた。また駅舎横には本線から分岐した引上線があり、そこより釧路製作所向け工場線が4本分岐していた。

## 隣の駅
雄別鉄道
雄別本線
釧路駅 - 新釧路駅 - 中園駅